# Крос-культурна етика

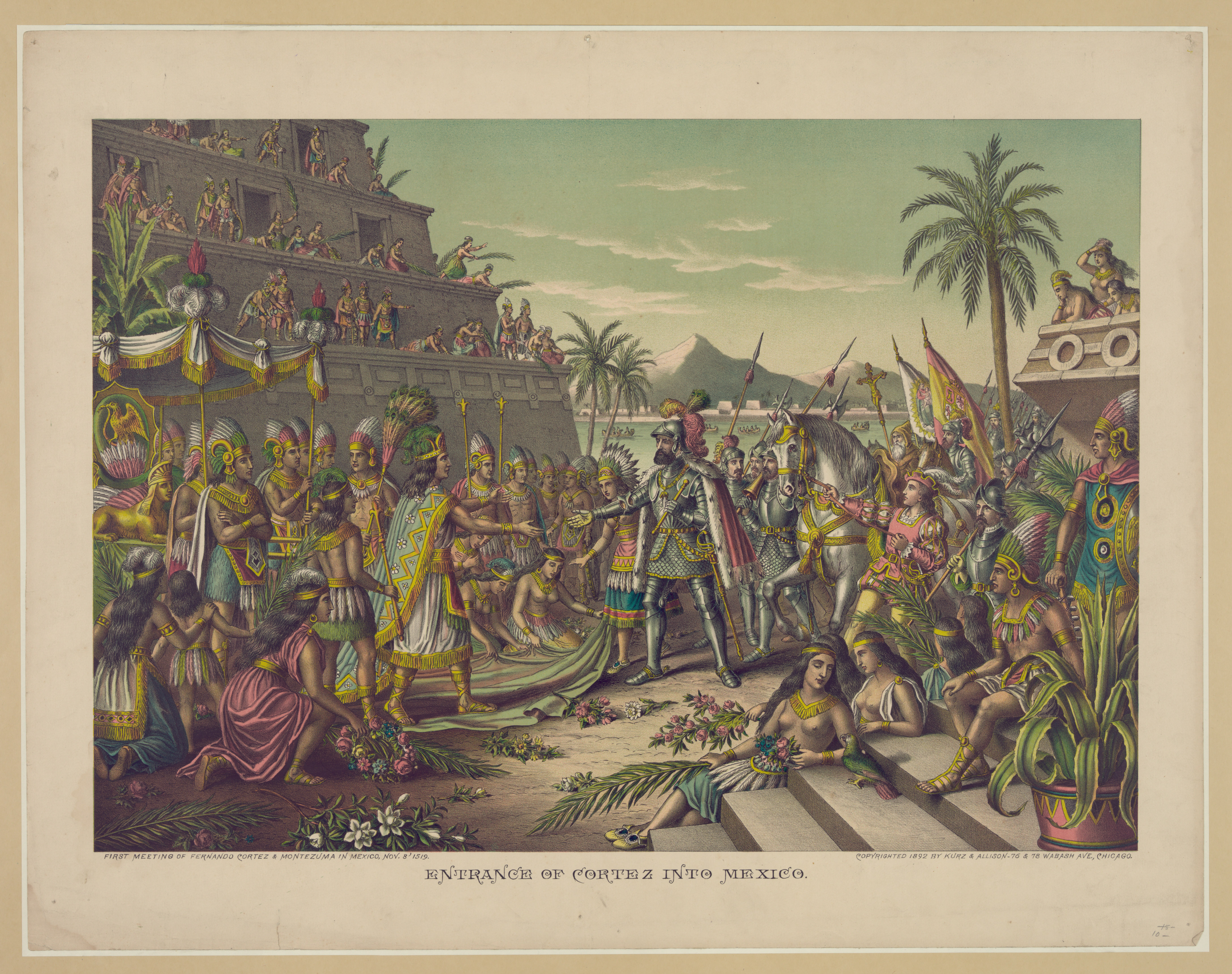
"Встреча Монтесумы и Кортеса" (1898): встреча ацтекского императора Монтесумы II и испанского конкистадора Эрнана Кортеса в 1519 году.

Кросс-культурная этика (англ. cross-cultural ethics) — это междисциплинарная наука, которая исследует этические принципы и нормы в разных культурах, а также анализирует этические дилеммы, возникающие вследствие культурных различий.

## История
Идея взаимопонимания и взаимосвязей между разными культурами не только актуальна в наше время, но и имеет глубокие корни в истории. Попытки понимать и взаимодействовать с другими культурами прослеживаются на протяжении разных исторических периодов.
В древности культуры встречались из-за торговли, войн и культурного обмена, что создавало благоприятную среду для взаимовлияния и взаимосвязей. В то время возникали понятия экзотики и интереса к неизвестному, но также и конфликты из-за различных систем ценностей.
В средневековье, особенно в период расцвета торговли, культуры взаимодействовали гораздо больше, что привело к обогащению культурных практик, торговли и научных знаний. Однако, существовали и идеи о превосходстве собственной культуры над другими, что влекло за собой конфликты.
В 20-21 веках с развитием технологий и глобализацией понятие кросс-культурной этики начало приобретать более системный характер. Ученые и философы приступили к активным исследованиям культурных различий и поиску путей построения конструктивных взаимоотношений.
Сегодня понятие кросс-культурной этики актуально и важно для бизнеса, дипломатии, межкультурного общения и глобальной политики. Понимание и поддержка разнообразия культур становится ключом к построению гармоничных отношений в мире, где разные культуры встречаются и сосуществуют.

### Научный анализ кросс-культурной этики
- Изучение нравственных принципов и норм в разных культурах.
- Анализ этических дилемм, возникающих вследствие культурных различий.
- Разработка нравственных рамок для принятия решений в кросс-культурном контексте.

#### Цель
- Содействовать взаимопониманию и уважению между людьми из разных культур.
- Разработать этические принципы, учитывающие культурные отличия.
- Содействовать справедливому и устойчивому развитию в глобальном мире.

### Вызовы кросс-культурной этики

#### Культурные отличия
- Могут привести к этическим дилеммам и недоразумениям.
- Необходимо понимать и уважать культурные отличия.

#### Этический релятивизм vs универсализм
- Существуют ли универсальные этические принципы, действительные для всех культур?
- Зависят ли этические принципы от конкретной культуры?

#### Глобализация
- Рост глобализации создает новые нравственные вызовы.
- Необходимо разработать этические принципы, отвечающие потребностям глобального мира.

## Этимология
Термин "кросс-культурная этика" возникает из объединения двух понятий, отражающих основные принципы и концепции этой сферы.
«Кросс» происходит от английского слова «cross», которое означает пересечение, слияние или соединение. Это указывает на то, что кросс-культурная этика направлена на пересечение или взаимодействие между разными культурами, их ценностями и нормами.
«Культурная этика» совмещает понятие культуры и этики. Культура определяется как совокупность ценностей, традиций, верований и норм, характеризующих определенную группу людей. Этика, с другой стороны, относится к системе нравственных принципов, определяющих правильность или неправильность действий человека.
Таким образом, «кросс-культурная этика» объединяет идею взаимодействия между культурами с нравственными принципами и нормами. Этот термин используется для описания феномена, когда лица разных культур встречаются, взаимодействуют и пытаются понять друг друга на основе их уникальных моральных убеждений и ценностей.

## Авторы
Кросс-культурная этика как сфера исследований привлекает внимание многочисленных ученых и философов мирового уровня, посвятивших свою карьеру изучению взаимосвязи между культурой и нравственными нормами.
Одна из ключевых фигур в становлении кросс-культурной этики — американский антрополог Рут Бенедикт. В своем эпохальном труде «Конфигурации культур» она проследила влияние культурных вариаций на моральные убеждения и поведение людей.
Еще одним ученым, чей вклад оказался важным, является Эдвард Т. Голланд. Он разработал концепцию географии культуры, изучая взаимосвязь между культурными ценностями и поведением в разных обществах.
Джорджен Хофстеде, нидерландский психолог, посвятил много лет исследованию культурных отличий и разработке концепций межкультурного менеджмента. Его культурные диагонали позволяют понимать ключевые различия между культурами в различных аспектах.
Согласно теории Эдварда Холла, культуры можно разделить на две категории: высококонтекстуальные и низкоконтекстуальные. Эта классификация основана на количестве информации, передаваемой в процессе коммуникации и определяемой контекстом, а не конкретными используемыми словами. Например, согласно теории Холла, Соединенные Штаты относятся к «низкоконтекстуальным» культурам, где общение происходит преимущественно посредством прямых фраз с буквальным значением. В «высококонтекстуальных» странах общение более тонкое, с большим вниманием уделяется жестам, тону голоса и общему контексту разговора. Эти особенности определяют национальный стиль коммуникации, отражающий коммуникативное сознание народа, его культурные ценности и традиции. Этот стиль определяется собственными стандартами и формирует поведение, придающее значение действиям и ситуациям в конкретной культуре.
Среди других авторов, внесших свою лепту в эту область, можно отметить Клауда Леви-Стросса, Жана Пьера Ренара, Фернандо Савьера и многих других. Их исследования и публикации стали основой понимания и развития кросс-культурной этики в современном мире.

## Сущность
Сущность кросс-культурной этики состоит в понимании и анализе влияния культурных разнообразий на нравственные представления и поведение личности, группы или общества в целом.
В каждой социокультурной общности происходило становление материальной и духовной культуры, но культура сама по себе не способствовала более совершенному приспособлению к внешнему миру и коммуникации с другими народами. В динамике отношений форм культуры, освоения смысловых схематизмов «другой» культуры, межкультурной коммуникации, выделилась деловая культура. Мнения, чувства, культура, представление о себе, жизни, партнерах и бизнесе стали личным делом предприятий и фирм. Но как смысловые структуры деловой культуры также справедливо рассматриваются понятия: "знание", "мораль", "совесть", "идентичность", "миф", "маски" и т.д. Анализ традиций, влияние истории, религии на нынешнее становление современного бизнесмена, его кросс-культурных контактов неизбежно приводит к необходимости поиска и традиционной деловой этики. Многие ценности, накопленные человечеством на протяжении истории, универсальны. Однако значимость тех или иных ценностей разная, их иерархия на ценностной шкале в разных культурах разные. Именно это определяет оригинальность каждой из культур, ее своеобразие и уникальность.
Общность культурных ценностей и традиций наряду с языком является одним из важнейших признаков культуры этноса. Следовательно, эти признаки могут рассматриваться как базы деловой культуры этноса, а потом и нации. Чтобы понять влияние ценностей, обычно используют кросс-культурный подход. Такой подход позволяет выделить преимущества культур разных народов, их сильные и слабые стороны, которые помогают в ведении бизнеса, предвидении возможных реакций бизнес-партнеров, прогнозировании характера деловых отношений.
Методологией кросс-культурных исследований достаточно корректно обосновываются причины, заставляющие все чаще обращаться к культуре деловых отношений на уровне стран и народов.

### Концепция
Кросс-культурная этика является одной из ключевых областей исследований в современном мире, которая сосредотачивается на понимании и поддержании нравственных принципов в разных культурных контекстах. Ее сущность заключается в понимании и учете культурных различий в нравственных ценностях и нормах, влияющих на поведение и взаимоотношения людей.
Кросс-культурная этика возникает из осознания того, что существуют разные культурные системы, каждая из которых имеет собственные представления о правильном и неправильном, добре и зле. Она признает, что нравственные принципы и нормы формируются в культурном контексте и потому могут значительно отличаться от одной культуры к другой.

### Основные принципы
Основными принципами кросс-культурной этики есть взаимоуважение, взаимопонимание и взаимоотношения. Эти принципы отражают потребность во взаимном внимании и понимании между разными культурами, что позволяет выстроить устойчивые и продуктивные межкультурные отношения.

## Современное использование/понимание
Современный мир отличается углублением глобализации, что приводит к сближению разных культур и сосуществованию уникальных нравственных принципов и ценностей. В этом контексте кросс-культурная этика становится все более важной, поскольку способствует пониманию и поддержанию нравственных убеждений в разных культурных средах.
Одной из ключевых областей современного использования кросс-культурной этики есть межнациональный бизнес. Действующие в международном масштабе предприятия сталкиваются с культурными различиями в способах делового общения, разрешения конфликтов и принятия решений. Кросс-культурная этика помогает предприятиям разрабатывать стратегии, основанные на уважении разнообразия культур и способствующих построению эффективных отношений с партнерами из разных стран.
Еще одной важной областью применения кросс-культурной этики является дипломатия и межнациональные отношения. Она помогает понимать культурные особенности и устанавливать общие моральные ценности между странами для достижения взаимопонимания и сотрудничества в различных областях, включая политику, экономику и социальные вопросы.
Кросс-культурная этика играет также важную роль в глобальном образовательном процессе, способствуя развитию культурной компетентности и толерантности среди студентов и молодежи. Она предоставляет средства для воспитания поколения лидеров, способных понимать и взаимодействовать с разными культурами в межнациональной среде.
Итак, современное использование кросс-культурной этики отражает его ключевую роль в содействии взаимопониманию, толерантности и построению гармоничных отношений в мире, где разные культуры встречаются и сосуществуют.

## Источники
- Brown, D. (2008). Principles of Language Learning and Teaching. Pearson Longman.
- Smith, P. B., & Bond, M. H. (1999). Social Psychology Across Cultures: Analysis and Perspectives. Allyn & Bacon.
- Szkudlarek, B. (2018). The Oxford Handbook of Cross-Cultural Management. Oxford University Press.
- Trompenaars, F., & Hampden-Turner, C. (2012). Riding the Waves of Culture: Understanding Diversity in Global Business. Nicholas Brealey Publishing.